# Estadi Nacional del Perú (1897)
L'Estadi Nacional del Perú (1897) va ser un estadi esportiu situat a Lima, capital del Perú.
Conegut originalment com a Estadi Guadalupe, va existir des del 18 de juliol de 1897 fins al 1951 quan va començar, en el mateix terreny, la construcció de l'actual Estadi Nacional del Perú. A partir de 1921, aquest estadi s'anomenà Estadio Deportivo Nacional, esdevenint el principal recinte esportiu per la pràctica del futbol a Perú.
El 1951, durant l'administració del president Manuel A. Odría, l'Estadi Nacional de Lima va ser tancat i demolit per donar pas a la construcció de l'actual Estadi Nacional. Les seves tribunes foren reciclades per altres estadis, com per exemple l'Estadi Teodoro Lolo Fernández del Club Universitario de Deportes. L'estadi demolit quedà en la memòria dels aficionats al futbol amb el sobrenom de Antiguo Estadio Nacional.
A l'Antic Estadi Nacional es van disputar els campionats sud-americans de 1927, 1935 i 1939. En aquest últim, la selecció del Perú va guanyar el seu primer Campionat Sud-americà.